# Machimus aberrans
Machimus aberrans är en tvåvingeart som först beskrevs av Ignaz Rudolph Schiner 1868.  Machimus aberrans ingår i släktet Machimus och familjen rovflugor. Inga underarter finns listade i Catalogue of Life.